# Partido de los Finlandeses
El Partido de los Finlandeses, previamente conocido como Verdaderos Finlandeses (en finés: Perussuomalaiset, sueco: Sannfinländarna), es un partido político finlandés catalogado como de extrema derecha, creado en 1995 tras la disolución del Partido Rural de Finlandia.

## Ideología
El partido combinaba políticas económicas de izquierda con valores sociales conservadores, autoritarismo sociocultural y nacionalismo étnico, pero tras el cambio de liderazgo en 2017, con Jussi_Halla-aho el partido se dividió en dos, quedando actualmente la rama más nacionalista, crítica con la inmigración y más combativa contra cualquier posición de izquierdas. El partido también es crítico con la Unión Europea, que ve como un proyecto innecesario que va en contra de la autonomía política de Finlandia y una usurpación del gobierno. Aboga por un estado de bienestar general -desaparición de la pobreza- por lo que defiende la aplicación de impuestos progresivos. Están en contra del trabajo temporal de extranjeros. Durante la crisis del Coronavirus han propuesto que se sustituyan a los trabajadores extranjeros de temporada por los solicitantes de refugio que se encuentran en el país. En 2009, y en el marco de la presidencia de la cumbre UE-EE. UU. celebrada en Praga, el partido mantuvo las reservas a la innmigración y la eliminación de los subsidios agrícolas europeos como sus principales argumentos en política comunitaria. El partido, por su política social, ha atraído a gente de izquierdas y, por su patriotismo, a gente de derechas. El Partido Finlandés ha sido comparado por los medios internacionales con los otros partidos populistas nórdicos y otros movimientos nacionalistas y populistas de derecha similares en Europa que comparten el euroescepticismo y son críticos del globalismo, al tiempo que destacan su firme apoyo al estado de bienestar finlandés.
El partido apoya firmemente la industria de la turba, que produce masivamente gases de efecto invernadero, habiendo incluso propuesto eximir esta producción de cualquier impuesto. El partido suele obtener mejores resultados en los municipios cuyas economías están vinculadas a esta industria. El partido ha denunciado enérgicamente el Acuerdo de París sobre el Cambio Climático, firmado en diciembre de 2015, por considerarlo "catastrófico" para la economía, y ha exigido que el sector privado y los contribuyentes se libren de sus "desastrosas consecuencias económicas".

## Historia
En las elecciones parlamentarias de Finlandia de 2003, el partido ganó tres escaños en el Parlamento de Finlandia. En las elecciones parlamentarias de 2007, duplicó su porcentaje de votos, ganando dos escaños más con un total de 5. En las elecciones parlamentarias de 2011 protagonizó una espectacular subida. Durante buena parte del recuento de votos estuvieron por delante de los tres grandes partidos finlandeses, aunque al final, con el 100% de los votos escrutados, se colocaron como tercera fuerza política del país. En las elecciones parlamentarias de 2015, quedó en segundo lugar y solo perdió un escaño, aunque logró ser parte del gobierno de Juha Sipilä. 
El Partido de los Finlandeses se unió al gobierno de Juha Sipilä (Partido del Centro) en 2015 y ocupó ministerios, incluido el de Asuntos Exteriores. En aquel momento, el partido defendía una visión libertaria de la economía, pidiendo a gritos la austeridad y acusando a la zona euro de apoyar a países derrochadores. La nueva coalición es claramente pro austeridad y su programa prevé recortes del 10% en el gasto público. El politólogo Jean-Yves Camus señala que el partido se ha visto obligado a evolucionar su discurso para adaptarse a su nueva condición de partido de gobierno: "debe ser euroescéptico sin que el país salga de la zona euro y de la UE; defender, en materia de protección social y de papel del Estado, posiciones cercanas a las de la izquierda, al tiempo que se sitúa firmemente a la derecha en cuestiones sociales; encarnando al "finlandés de base" y formando parte de las élites a las que deplora, permaneciendo respetable mientras quiere recortar los derechos no sólo de los extranjeros, sino también de la minoría sueca y de la minoría sami en el norte del país.
En las elecciones parlamentarias de 2019 donde recupera un escaño, pero demuestra a la vez que su apoyo se ha mantenido relativamente estancado desde 2011.
El representante de la línea dura del partido, Jussi Halla-aho, se convirtió en su presidente en junio de 2017. Defendiendo una línea de etnodiferencialismo radical y, a diferencia de los anteriores dirigentes del partido, poco marcada por los valores religiosos conservadores, a los que da menos importancia que al origen etnocultural, anunció que quería acercar su formación a la extrema derecha europea en detrimento de la derecha conservadora tradicional, con la que el partido estaba asociado anteriormente.

## Resultados electorales
| Elección | Votos        | Votos  | Escaños | Escaños | Resultado                         |
| Elección | N°           | %      | N°      | +/-     | Resultado                         |
| -------- | ------------ | ------ | ------- | ------- | --------------------------------- |
| 1999     | 26.440 (#10) | 0,99%  | 1/200   |         | Oposición                         |
| 2003     | 43.816 (#8)  | 1,60%  | 3/200   | 2       | Oposición                         |
| 2007     | 112.256 (#8) | 4,05%  | 5/200   | 2       | Oposición                         |
| 2011     | 560.075 (#3) | 19,05% | 39/200  | 34      | Oposición                         |
| 2015     | 524.054 (#3) | 17,65% | 38/200  | 1       | Gobierno de coalición (2015–2017) |
| 2015     | 524.054 (#3) | 17,65% | 38/200  | 1       | Oposición (2017-2019)             |
| 2019     | 538.731 (#2) | 17,48% | 39/200  | 1       | Oposición                         |
| 2023     | 620.102 (#2) | 20.1%  | 46/200  | 7       | Gobierno de coalición             |